# Спецсвязь ФСО России
Служба специальной связи и информации Федеральной службы охраны Российской Федерации (Спецсвязь ФСО России) — структурное подразделение ФСО России, обеспечивающее правительственную связь (в том числе Президента РФ).
Специальная система правительственной связи в СССР с момента начала её создания в 1928 г. (ВЧ-связь) находилась в ведении органов государственной безопасности (ОГПУ и его преемников).
В 1991 году целый ряд государственных органов и научных организаций СССР, в том числе 8-е главное управление и 16-е управление КГБ СССР были объединены во вновь созданное Федеральное агентство правительственной связи и информации при Президенте Российской Федерации (ФАПСИ). При этом указами Президента Российской Федерации от 28 сентября и от 29 октября 1992 года была создана выделенная система президентской связи, а комплексы технических средств этой связи и обслуживавший их личный состав были переданы из ФАПСИ в Главное управление охраны Российской Федерации (ГУО России).
С 1 июля 2003 года Президент России упразднил ФАПСИ, создал при ФСО России новый федеральный государственный орган — Службу специальной связи и информации (Спецсвязь России), а с 7 августа 2004 года включил эту службу непосредственно в состав ФСО России (часть подразделений бывшего ФАПСИ была переведена под юрисдикцию ФСБ России и других спецслужб).
Служба специальной связи и информации является федеральным органом специальной связи и информации, осуществляющим в пределах своих полномочий организацию и обеспечение эксплуатации, безопасности, развития и совершенствования систем правительственной и иных видов специальной связи и информации для федеральных органов государственной власти, органов государственной власти субъектов Российской Федерации и государственных органов.
Руководитель Спецсвязи ФСО России по должности является заместителем директора ФСО России.

## Руководство
- Корнев Юрий Павлович (2003—2010) — возглавлял Управление президентской связи с 1991 года
- Миронов Алексей Геннадьевич (2011—2017)
- Белановский Владимир Валерьевич (2017—2020[1])
- Заплаткин Василий Александрович (c 2021)[2]